# Lande tourbeuse des Oignons
Lande tourbeuse des Oignons este o arie protejată (sit de importanță comunitară — SCI) din Franța întinsă pe o suprafață de 20 ha, integral pe uscat.

## Localizare
Centrul sitului Lande tourbeuse des Oignons este situat la coordonatele 46°23′59″N 4°56′05″E / 46.39972°N 4.93472°E.

## Înființare
Situl Lande tourbeuse des Oignons a fost declarat arie specială de conservare în baza directivei 92/43 din 1992 referitoare la conservarea habitatelor naturale și a faunei și florei sălbatice pentru a proteja 2 specii de animale.

## Biodiversitate
Situată în ecoregiunea continentală, aria protejată conține 5 habitate naturale: Pajiști cu Molinia pe soluri calcaroase, turboase sau argilos-nămoloase (Molinion caeruleae), Depresiuni pe substraturi de turbă de Rhynchosporion, Păduri acidofile de stejar bătrân cu Quercus robur pe câmpii nisipoase, Ape oligotrofe din câmpii nisipoase, cu un conținut foarte redus de minerale (Littorelletalia uniflorae), Pajiști uscate europene.
La baza desemnării sitului se află mai multe specii protejate:
- amfibieni (1): triton cu creastă (Triturus cristatus)
- nevertebrate (1): libelule (Leucorrhinia pectoralis)

Pe lângă speciile protejate, pe teritoriul sitului au mai fost identificate 1 specie de plante.